# Joni James
Joni James, pseudonimo di Giovanna Carmella Babbo (Chicago, 22 settembre 1930 – West Palm Beach, 20 febbraio 2022), è stata una cantante statunitense.

## Biografia
Nata in una famiglia italo statunitense, rimase presto orfana di padre, il che la vide costretta a provvedere sin da subito alla sua famiglia insieme agli altri cinque fratelli. Da giovane studiò teatro e balletto e, dopo il diploma alla Bowen High School, partì per una tournée in Canada, quindi entrò nel coro femminile dell'Edgewater Beach Hotel a Chicago.
Avendo deciso di intraprendere la carriera musicale, nel 1952 firmò un contratto con la Metro-Goldwyn-Mayer (MGM). La sua prima hit Why Don't You Believe Me? vendette più di un milione di copie. Seguirono poi Your Cheatin' Heart (una cover dell'omonima hit di Hank Williams) e Have You Heard?, e fu la prima cantante statunitense a registrare negli studi di Abbey Road di Londra. Raggiunse una grande popolarità nel sud-est asiatico, in particolare nelle Filippine, dove si esibì all'EM Club di Manila nel 1957, e dove registrò la hit In Despire con il compositore filippino Salvador Asuncion.
Morì all'ospedale di West Palm Beach all'età di 91 anni.

## Discografia
- Let There Be Love MGM (1954)
- Joni James' "Award Winning Album" MGM 3346 (1954)
- Little Girl Blue MGM (1955)
- When I Fall in Love MGM (1955)
- In the Still of the Night MGM (1956)
- Songs by Victor Young and Songs by Frank Loesser MGM (1956)
- Merry Christmas from Joni MGM (1956)
- Give Us This Day (Songs of Inspiration) MGM (1957)
- Sings Songs by Jerome Kern and Songs by Harry Warren MGM (1957)
- Among My Souvenirs MGM (1958)
- Je T'aime... I Love You MGM (1958)
- Songs of Hank Williams MGM (1959)

Joni Swings Sweet MGM (1959)
- Joni Sings Irish Favo(u)rites MGM (1959)
- 100 Strings and Joni MGM 3755 (1959)
- Joni at Carnegie Hall MGM (1960)
- I'm In the Mood for Love MGM (1960)
- 100 Strings & Joni In Hollywood MGM (1960)
- One Hundred Voices... One Hundred Strings & Joni MGM (1960)
- 100 Strings & Joni On Broadway MGM (1960)
- The Mood is Blue MGM (1961)
- The Mood is Romance MGM (1961)
- The Mood is Swinging MGM (1961)
- Folk Songs by Joni James MGM (1961)
- Ti Voglio Bene... I Love You (1961)
- Joni After Hours (1962)
- I'm Your Girl (1962)
- Country Style (1962)
- I Feel a Song Coming On (1962)
- Like 3 O'Clock in the Morning (1962)
- Something for the Boys (1963)
- Beyond The Reef (1964)
- Joni Sings the Gershwins (1964)
- My Favorite Things (1964)
- Put On A Happy Face (1964)
- Italianissima! (1964)
- Bossa Nova Style (1965)
- Why Don't You Believe Me? (2010)